# Хау, Лесли
Лесли Хау (англ. Leslie Howe) — канадский музыкант и продюсер.
Участвовал в музыкальных коллективах One to One, Sal's Birdland и Artificial Joy Club; в 1986 году был дважды номинирован на премию «Джуно» — как продюсер и как звукоинженер. В 1988—1993 гг. работал с Аланис Мориссетт; на свои деньги снял клип Walk Away на фоне Эйфелевой башни, благодаря которому в 1991 году MCA Records согласилась подписать контракт с Мориссетт. Хау был продюсером ранних, танцевальных альбомов Мориссетт Alanis (1991) и Now Is the Time (1992). 